# Coccus takanoi
Coccus takanoi är en insektsart som beskrevs av Takahashi 1932. Coccus takanoi ingår i släktet Coccus och familjen skålsköldlöss.
Artens utbredningsområde är Taiwan. Inga underarter finns listade i Catalogue of Life.